# Wales Act 2017
Pour les articles homonymes, voir Wales Act.
Le Wales Act 2017 (« Deddf Cymru 2017 » en gallois) est une loi du Parlement du Royaume-Uni introduite à la Chambre des communes le 7 juin 2016 et sanctionnée le 31 janvier 2017.
La mise en œuvre de la loi s’inscrit dans l’accord de la Saint-David (en) signé au Millennium Stadium en 2015 entre les deux partis formant une coalition gouvernementale à Westminster, à savoir le premier ministre conservateur David Cameron et le vice-premier ministre Nick Clegg, issu du parti démocrate libéral. Passant du modèle des matières conférées à celui des matières réservées à l’instar de l’Écosse, elle permet aux institutions dévolues au pays de Galles (assemblée et gouvernement) d’amender le Government of Wales Act 2006 dans des domaines précis (système électoral, dénomination de la législature, qualité des personnalités pouvant être élues à la chambre, nombre de membres du gouvernement, etc.), sous réserve d’atteindre une majorité qualifiée des deux tiers.
De même, le Wales Act pérennise le statut dévolutionnel accordé au pays de Galles dans la législation britannique en reconnaissant l’Assemblée galloise et le Gouvernement gallois comme parties de l’arrangement constitutionnel du Royaume-Uni. Aussi, le cas échéant, la loi requiert la tenue d’un référendum au sujet de l’abolition ou la conservation des institutions octroyées à la Nation galloise.
En référence à certaines des dispositions de la loi de 2017, l’Assemblée galloise utilise en 2019 son droit de changer d’appellation et modifier le corps électoral au travers du Senedd and Elections (Wales) Act, promulgué en 2020. D’après cette loi de l’Assemblée, tandis que la législature devient le Parlement gallois au 6 mai 2020, le droit de vote s’ouvre aux 16 et 17 ans à partir des élections générales de 2021.